# 第2號小提琴協奏曲 (莫扎特)
D大調第2號小提琴協奏曲，作品號K. 211，是莫扎特創作的音樂作品，1775年於薩爾茨堡完成。為小提琴家布魯勒堤（Antonio Brunetti）而寫的，當年他一口氣完成了四首小提琴協奏曲，這是當中的第一首完成作品。

## 分析

### 配器
- 獨奏小提琴
- 木管樂器：2雙簧管
- 銅管樂器：2圓號
- 弦樂器：第1小提琴、第2小提琴、中提琴、大提琴及低音提琴

### 結構
全曲共分成三個樂章:
- 第1樂章：快板（Allegro），
- 第2樂章：行板（Andante），3/4
- 第3樂章：迴旋曲，快板（Rondeau - Allegro），3/4

## 外部連結
- 《第2號小提琴協奏曲 (莫扎特)》：谱子和报道（德语），《莫扎特全集》
- 第2號小提琴協奏曲 (莫扎特)的免费乐谱，由国际乐谱典藏计划提供